# Peter Gschnitzer
Peter Gschnitzer (* 10. Juli 1953 in Sterzing) ist ein ehemaliger  italienischer Rennrodler.

## Sportliche Erfolge
Der Südtiroler Peter Gschnitzer war Mitglied der italienischen Rodel-Mannschaft von Mitte der 1970er bis Ende der 1980er Jahre.
Seinen größten sportlichen Erfolg feierte Peter Gschnitzer 1980 bei den Olympischen Spielen in Lake Placid im Doppelsitzer-Bewerb, als er zusammen mit Karl Brunner und hinter dem Duo Hans Rinn/Norbert Hahn aus der DDR die Silbermedaille gewann.
Bei den Rennrodel-Weltmeisterschaften 1977 in Igls holte er sich ebenfalls die Silbermedaille (Sieger wieder Hans Rinn/Norbert Rahn) und bei den Europameisterschaften 1979 in Oberhof die Bronzemedaille – immer zusammen mit Karl Brunner.
Gschnitzer und Brunner konnten auch die beiden ersten Weltcup-Austragungen 1977/78 und 1978/79 für sich entscheiden.

## Erfolge

### Weltcupsiege
Doppelsitzer
| Nr. | Datum        | Ort       | Bahn                                  |
| --- | ------------ | --------- | ------------------------------------- |
| 1.  | 4. Dez. 1977 | Königssee | Kombinierte Kunsteisbahn am Königssee |
| 2.  | 9. März 1980 | Königssee | Kunsteisbahn Königssee                |